# 아이 캔트 빌리브 잇츠 낫 버터!
아이 캔트 빌리브 잇츠 낫 버터! (I Can't Believe It's Not Butter!)는 유니레버가 생산하는 마가린·스프레드류 브랜드이다.

## 역사
1979년 미국 메릴랜드주 볼티모어의 J.H. 필버트 컴퍼니에서 식품업계용 저가 대용품으로 개발한 것이 최초이다. 회사 간부의 부인이 제품을 맛보고는 소매용 브랜드로 만드는 것이 어떻겠냐는 평가를 내린 것이 기원이 되어, 1981년에 일반 소비자를 위한 제품으로 처음 출시되었다. 필버트 컴퍼니는 1986년 유니레버 사에 인수되었다. 유니레버는 이 제품 브랜드 판매를 확장시켜, 기존에는 워싱턴과 볼티모어 지역에서만 주로 찾아볼 수 있던 것을 1988년에는 미국 전역으로 확대하였고, 1991년에는 영국, 캐나다, 멕시코까지 시장을 넓혀 나갔다. 2011년에는 독일, 2012년에는 칠레에서 처음 출시되었으며, 대한민국에서는 2012년 10월부터 수입되다가 2015년에 본격적으로 출시되었다.

## 종류
기본적으로 보통 맛과 '라이트' 맛이 있으며, 해외에서는 스프레이통에 담긴 액체 버터형도 출시하고 있다. 스프레이 제품은 식물기름을 물과 섞은 유액 제품으로, 우락유에서 추출한 버터향이 살짝 나도록 만들어낸 것이며, 무칼로리와 무지방 제품으로 내세워 판매하고 있다.

## 판매

### 미국
2005년 7월 미국의 시장리서치 기업 인포메이션 리소스가 보도한 바에 따르면, I Can't Believe It's Not Butter!는 마가린·버터블렌드·스프레드 제품군 중에서 2005년 7월 10일까지 52주간 2억 4470만 달러를 판매하여 1위를 달리고 있었다.
하지만 2012년에는 상황이 달라졌다. 2012년 유로모니터 인터네셔널 조사에 따르면 버터와 스프레드 오일 판매가 1.1% 오른 반면 I Can’t Believe It’s Not Butter의 판매량은 -3.9%까지 떨어졌다. 유니레버 판매수익의 7%는 버터 대용품에 편중된 스프레드 제품으로 나타났다.
2016년 기준으로 I Can't Believe It's Not Butter는 2억 4840만 달러를, I Can't Believe It's Not Butter 라이트는 4770만 달러의 판매수익을 거두었다.

### 영국 재출시
2017년 2월, 유니레버는 영국판 제품을 'I Can't Believe It's So Good... For Everything!'로 개명했다. 이름의 의미는 "믿을 수가 없네... 뭐든 잘 어울리다니!"로, 제품을 다방면으로 활용할 수 있다는 점을 부각시키기 위한 의도라고 밝혔다. 브랜드 개명에 관해 문화평론가들은 어리둥절하면서도 냉담한 반응까지 보였다.

## 같이 보기
- 마가린
- 유니레버